# نادي الشافعي
نادي الشافعي الرياضي-خانيونس- هو نادي رياضي فلسطيني من قطاع غزة من محافظة خان يونس من معسكر خان يونس.